# Wolcott (village, New York)
Pour les articles homonymes, voir Wolcott.
Ne doit pas être confondu avec Wolcott (ville, New York).
Wolcott est un village du comté de Wayne, dans l'État de New York, aux États-Unis,. En 2010, il compte une population de 1 701 habitants.

## Démographie
Lors du recensement de 2010, le village comptait une population de 1 701 habitants, tandis qu'en 2019, elle est estimée à 1 614 habitants.